# UMFÁ Álftanes Körfubolti
El Ungmennafélag Álftaness Körfubolti (traducido como Club Juvenil de Álftanes Baloncesto), conocido como Álftanes, es la sección de baloncesto masculino del Ungmennafélag Álftaness, con sede en la localidad de Álftanes, Islandia.
Tras dos ascensos consecutivos las temporadas 2017-18 y 2018-19, el Álftanes ha pasado de jugar en la cuarta categoría del baloncesto islandés, la 3. deild karla, a la segunda, la 1. deild karla.
El Álftanes está vinculado con el Stjarnan, club de la Úrvalsdeild karla.

## Palmarés

### Títulos
- 2. deild karla (Tercera categoría)

Campeones (1): 2019
- 3. deild karla (Cuarta categoría)

Campeones (1): 2018